# امتصاص المعادن
امتصاص المعادن
امتصاص المعادن في الحيوانات والنباتات، هي العملية التي تدخل فيها المعادن إلى المادة الخلوية، عادة تكون مماثلة لطريقة دخول الماء. غالبا ما تكون الجذور بمثابة بوابة دخول المعادن للنبتة . بعض أيونات المعادن تتوزع بين الخلايا . وأحيانا على عكس الماء ، هناك بعض المعادن التي يؤدي امتصاصها إلى استهلاك طاقة من النبات . تركيز المغذيات المعدنية في الجذور قد يفوق تركيزها في باقي أنحاء التربة بعشرة آلاف مرة (10,000) . أثناء الانتقال داخل النبات ، قد تخرج المعادن من الخشب وتدخل إلى الخلايا التي يحتويها الخشب .أيونات المعادن تعبر الغشاء البلازمي عن طريق خاصية التناضح الكيميائي (الخاصية الاسموزية) (chemiosmosis) . تمتص النباتات المعادن على شكل أيونات: نترات (NO3−)، فوسفات (HPO4−)، وأيونات البوتاسيوم (K+) ، و كلها تجد صعوبة في عبور الغشاء البلازمي المشحون .
عُرف منذ زمن طويل أن النباتات تستهلك الطاقة لامتصاص أيونات المعادن وزيادة تركيزها. مضخة البروتون تعمل على تكسير الرابطة الكيميائية (عن طريق إضافة جزيء ماء (hydrolyzes)) في جزيء أدينوسين ثلاثي الفوسفات ATP لنقل أيونات الهيدروجين H+ خارج الخلية ، ينتج عن هذه العملية تدرج كهركيميائي (electrochemical gradient) ما يسبب تدفق الأيونات الموجبة داخل الخلايا . الأيونات السالبة تُحمل عبر الغشاء البلازمي مرافقة لأيونات الهيدروجين H+ التي تتبع في انتشارها تركيز تدرج أيونات الهيدروجين .